# Rugby Europe International Championships 2016-17
La Rugby Europe International Championships es el sistema de competición entre selecciones nacionales europeas, salvo las Integrantes del Seis Naciones.
La actual edición servirá además como sistema clasificatorio de los equipos nacionales europeos para la Copa Mundial de Rugby de 2019.

## Sistema de puntuación
La clasificación se determina según los siguientes criterios:
- 4 puntos por una victoria
- 2 puntos por un empate
- 0 puntos por una derrota
- 1 punto bonus por anotar 4 ensayos en un partido (bonus ofensivo)
- 1 punto bonus por perder por 7 o menos puntos (bonus defensivo)
- 1 punto bonus por ganar todos los partidos de la temporada (bonus Grand Slam)

## Rugby Europe Championship 2017

### Clasificación
| Pos. | Nación   | Partidos | Partidos | Partidos  | Partidos | Partidos | Tantos  | Tantos    | Tantos | Puntos |
| Pos. | Nación   | Jugados  | Ganados  | Empatados | Perdidos | Bonus    | A favor | En contra | Dif    | Puntos |
| ---- | -------- | -------- | -------- | --------- | -------- | -------- | ------- | --------- | ------ | ------ |
| 1    | Georgia  | 5        | 4        | 0         | 1        | 3        | 136     | 44        | +92    | 19     |
| 2    | Rusia    | 5        | 2        | 0         | 3        | 1        | 107     | 117       | -10    | 9      |
| 3    | Alemania | 5        | 2        | 0         | 3        | 1        | 121     | 201       | -80    | 8      |
| 4    | Rumanía  | 5        | 4        | 0         | 1        | 3        | 122     | 78        | +44    | 4*     |
| 5    | España   | 5        | 3        | 0         | 2        | 1        | 91      | 54        | +37    | -12*   |
| 6    | Bélgica  | 5        | 0        | 0         | 5        | 2        | 70      | 153       | −83    | -18*   |

Según el formato establecido, el vencedor del Rugby Europe Trophy 2016-17 (Portugal) y el último clasificado del Rugby Europe Championship 2017 (Bélgica) debieron jugar un partido de play-off de promoción. Si Portugal hubiese vencido a Bélgica, todos los partidos del resto de equipos del Rugby Europe Championship jugados contra los belgas no hubiesen sido tomados en cuenta a la hora de la clasificación final combinada 2017-18 (mismo caso que con los partidos de Georgia, pero en su caso por estar ya clasificado para el mundial 2019 de antemano). Del mismo modo los de Portugal no hubiesen contabilizado en la combinada del Rugby Europe Trophy.

### Clasificación combinada (2017–2018)
| Pos. | Nación   | Partidos                              | Partidos                              | Partidos                              | Partidos                              | Partidos                              | Tantos                                | Tantos                                | Tantos                                | Puntos                                |
| Pos. | Nación   | Jugados                               | Ganados                               | Empatados                             | Perdidos                              | Bonus                                 | A favor                               | En contra                             | Dif                                   | Puntos                                |
| ---- | -------- | ------------------------------------- | ------------------------------------- | ------------------------------------- | ------------------------------------- | ------------------------------------- | ------------------------------------- | ------------------------------------- | ------------------------------------- | ------------------------------------- |
| 1    | Georgia  | No computable al estar ya clasificada | No computable al estar ya clasificada | No computable al estar ya clasificada | No computable al estar ya clasificada | No computable al estar ya clasificada | No computable al estar ya clasificada | No computable al estar ya clasificada | No computable al estar ya clasificada | No computable al estar ya clasificada |
| 2    | Rusia    | 8                                     | 4                                     | 0                                     | 4                                     | 4                                     | 226                                   | 144                                   | +82                                   | 20                                    |
| 3    | Alemania | 8                                     | 2                                     | 0                                     | 6                                     | 2                                     | 149                                   | 446                                   | -287                                  | 10                                    |
| 4    | Rumania  | 8                                     | 6                                     | 0                                     | 2                                     | 6                                     | 296                                   | 126                                   | +170                                  | 0*                                    |
| 5    | España   | 8                                     | 6                                     | 0                                     | 2                                     | 2                                     | 217                                   | 85                                    | +132                                  | -14*                                  |
| 6    | Bélgica  | 8                                     | 2                                     | 0                                     | 6                                     | 3                                     | 170                                   | 257                                   | –87                                   | -19*                                  |

## Rugby Europe Trophy 2016-17
| Pos. | Nación       | Partidos | Partidos | Partidos  | Partidos | Partidos | Tantos  | Tantos    | Tantos | Puntos |
| Pos. | Nación       | Jugados  | Ganados  | Empatados | Perdidos | Bonus    | A favor | En contra | Dif    | Puntos |
| ---- | ------------ | -------- | -------- | --------- | -------- | -------- | ------- | --------- | ------ | ------ |
| 1    | Portugal     | 5        | 5        | 0         | 0        | 4+1*     | 179     | 37        | +142   | 25     |
| 2    | Países Bajos | 5        | 3        | 0         | 2        | 3        | 159     | 94        | +65    | 15     |
| 3    | Suiza        | 5        | 3        | 0         | 2        | 1        | 140     | 122       | +18    | 13     |
| 4    | Polonia      | 5        | 3        | 0         | 2        | 0        | 73      | 73        | 0      | 12     |
| 5    | Moldavia     | 5        | 1        | 0         | 4        | 2        | 100     | 162       | −62    | 6      |
| 6    | Ucrania      | 5        | 0        | 0         | 5        | 0        | 52      | 215       | −163   | 0      |

## Rugby Europe Conference 2016-17

### Conferencia 1

#### Conferencia 1 Norte
| Pos. | Nación          | Partidos | Partidos | Partidos  | Partidos | Partidos | Tantos  | Tantos    | Tantos | Puntos |
| Pos. | Nación          | Jugados  | Ganados  | Empatados | Perdidos | Bonus    | A favor | En contra | Dif    | Puntos |
| ---- | --------------- | -------- | -------- | --------- | -------- | -------- | ------- | --------- | ------ | ------ |
| 1    | República Checa | 4        | 4        | 0         | 0        | 3+1*     | 158     | 26        | +132   | 20     |
| 2    | Lituania        | 4        | 3        | 0         | 1        | 2        | 93      | 45        | +48    | 14     |
| 3    | Letonia         | 4        | 2        | 0         | 2        | 1        | 56      | 98        | -42    | 9      |
| 4    | Suecia          | 4        | 1        | 0         | 3        | 2        | 54      | 124       | -70    | 6      |
| 5    | Luxemburgo      | 4        | 0        | 0         | 4        | 1        | 39      | 107       | -68    | 1      |

#### Conferencia 1 Sur
| Pos. | Nación  | Partidos | Partidos | Partidos  | Partidos | Partidos | Tantos  | Tantos    | Tantos | Puntos |
| Pos. | Nación  | Jugados  | Ganados  | Empatados | Perdidos | Bonus    | A favor | En contra | Dif    | Puntos |
| ---- | ------- | -------- | -------- | --------- | -------- | -------- | ------- | --------- | ------ | ------ |
| 1    | Malta   | 4        | 3        | 1         | 0        | 3        | 147     | 49        | +98    | 17     |
| 2    | Israel  | 4        | 3        | 0         | 1        | 2        | 135     | 100       | +35    | 14     |
| 3    | Croacia | 4        | 2        | 1         | 1        | 2        | 106     | 79        | +27    | 12     |
| 4    | Andorra | 4        | 1        | 0         | 3        | 0        | 62      | 181       | -119   | 4      |
| 5    | Chipre  | 4        | 0        | 0         | 4        | 2        | 72      | 113       | -41    | 2      |

### Conferencia 2

#### Conferencia 2 Norte
| Pos. | Nación    | Partidos | Partidos | Partidos  | Partidos | Partidos | Tantos  | Tantos    | Tantos | Puntos |
| Pos. | Nación    | Jugados  | Ganados  | Empatados | Perdidos | Bonus    | A favor | En contra | Dif    | Puntos |
| ---- | --------- | -------- | -------- | --------- | -------- | -------- | ------- | --------- | ------ | ------ |
| 1    | Hungría   | 4        | 4        | 0         | 0        | 3+1*     | 157     | 30        | +127   | 20     |
| 2    | Dinamarca | 4        | 3        | 0         | 1        | 3        | 161     | 42        | +119   | 15     |
| 3    | Noruega   | 4        | 2        | 0         | 2        | 1        | 98      | 109       | -11    | 9      |
| 4    | Finlandia | 4        | 1        | 0         | 3        | 1        | 92      | 144       | -52    | 5      |
| 5    | Estonia   | 4        | 0        | 0         | 4        | 0        | 39      | 222       | -183   | 0      |

#### Conferencia 2 Sur
| Pos. | Nación               | Partidos | Partidos | Partidos  | Partidos | Partidos | Tantos  | Tantos    | Tantos | Puntos |
| Pos. | Nación               | Jugados  | Ganados  | Empatados | Perdidos | Bonus    | A favor | En contra | Dif    | Puntos |
| ---- | -------------------- | -------- | -------- | --------- | -------- | -------- | ------- | --------- | ------ | ------ |
| 1    | Bosnia y Herzegovina | 4        | 3        | 0         | 1        | 1        | 90      | 54        | +36    | 13     |
| 2    | Austria              | 4        | 3        | 0         | 1        | 0        | 79      | 51        | +28    | 12     |
| 3    | Eslovenia            | 4        | 2        | 0         | 2        | 2        | 114     | 48        | +66    | 10     |
| 4    | Serbia               | 4        | 2        | 0         | 2        | 1        | 77      | 107       | -30    | 9      |
| 5    | Turquía              | 4        | 0        | 0         | 4        | 0        | 0       | 100       | -100   | 0      |

## Rugby Europe Development 2017
| Pos. | Nación     | Partidos | Partidos | Partidos  | Partidos | Partidos | Tantos  | Tantos    | Tantos | Puntos |
| Pos. | Nación     | Jugados  | Ganados  | Empatados | Perdidos | Bonus    | A favor | En contra | Dif    | Puntos |
| ---- | ---------- | -------- | -------- | --------- | -------- | -------- | ------- | --------- | ------ | ------ |
| 1    | Eslovaquia | 2        | 1        | 0         | 1        | 1        | 52      | 42        | +10    | 5      |
| 2    | Montenegro | 2        | 1        | 0         | 1        | 1        | 62      | 51        | +11    | 5      |
| 3    | Bulgaria   | 2        | 1        | 0         | 1        | 0        | 41      | 62        | -21    | 4      |

## Play-offs

### Play-off Ascenso/Descenso Championship-Trophy
| 20 de mayo de 2017 | Bélgica | 29–18   | Portugal | Estadio Rey Balduino - Anexo 2, Brussels |                                     |
| 16:00 (UTC+2)      |         | Reporte |          | Árbitro(s): Frank Murphy ( Ireland)      | Árbitro(s): Frank Murphy ( Ireland) |

### Play-off de ascenso a Trophy
| 20 de mayo de 2017 | República Checa | 48–14 | Malta | Stadion Markéta, Praga                 |                                        |
| 15:00 (UTC+2)      |                 |       |       | Árbitro(s): Thomas Charabas ( Francia) | Árbitro(s): Thomas Charabas ( Francia) |